# دس‌پلینز (ایلینوی)
دس‌پلینز، ایلینوی (به انگلیسی: Des Plaines, Illinois) یک شهر در ایالات متحده آمریکا با جمعیت ۵۸٬۳۶۴ نفر است که در ایلی‌نوی واقع شده‌است.

## موقعیت جغرافیایی
موقعیت جغرافیایی شهرها و مناطق اطراف به شرح زیر است: